# إريس كاميرر
إريس كاميرر Iris Kammerer (ولدت في 16 فبراير 1963 في كريفيلد) هي أديبة ألمانية.
درست علوم اللغة الألمانية وأدبها والتاريخ والفيلولوجيا الكلاسيكية والفلسفة في ميونخ وماربورج. وعملت في العديد من المهن التجارية. وشاركت في تأسيس اتحاد الكتاب 42 لترقية الأدب 42erAutoren - Verein zur Förderung der Literatur في عام 1999 و 2000.

## روابط إضافية
موقع الكاتية